# Lista över fornlämningar i Flens kommun (Vadsbro)
Lista över fornlämningar i Flens kommun (Vadsbro) är en förteckning av ett urval av de fornlämningar som finns i Vadsbro i Flens kommun.
| Namn                           | Lämningstyp  | Tillkomsttid | Historisk indelning   | Plats         | Läge                 | ID-nr          | Bild                                      |
| ------------------------------ | ------------ | ------------ | --------------------- | ------------- | -------------------- | -------------- | ----------------------------------------- |
| Vadsbro 2:1                    | Stensättning |              | Vadsbro, Södermanland |               | 59.019792, 16.602820 | 10038300020001 | Ladda upp en bild av detta fornminne      |
| Vadsbro 4:1                    | Gravfält     |              | Vadsbro, Södermanland |               | 59.008382, 16.591666 | 10038300040001 | Ladda upp en bild av detta fornminne      |
| Vadsbro 5:1                    | Stensättning |              | Vadsbro, Södermanland |               | 58.976625, 16.549824 | 10038300050001 | Ladda upp en bild av detta fornminne      |
| Sö ATA5501/52 (Vadsbro 6:1)    | Runristning  |              | Vadsbro, Södermanland | Vadsbro kyrka | 58.976378, 16.568813 | 10038300060001 | Ladda upp en bild av detta fornminne      |
| Vadsbro 7:1                    | Hög          |              | Vadsbro, Södermanland |               | 58.975524, 16.573082 | 10038300070001 | Ladda upp en bild av detta fornminne      |
| Vadsbro 7:2                    | Hög          |              | Vadsbro, Södermanland |               | 58.975435, 16.573151 | 10038300070002 | Ladda upp en bild av detta fornminne      |
| Vadsbro 7:3                    | Hög          |              | Vadsbro, Södermanland |               | 58.975336, 16.573203 | 10038300070003 | Ladda upp en bild av detta fornminne      |
| Vadsbro 9:1                    | Hög          |              | Vadsbro, Södermanland |               | 58.965315, 16.552669 | 10038300090001 | Ladda upp en bild av detta fornminne      |
| Vadsbro 10:1                   | Gravfält     |              | Vadsbro, Södermanland |               | 58.967530, 16.573484 | 10038300100001 | Ladda upp en bild av detta fornminne      |
| Vadsbro 11:3                   | Stensättning |              | Vadsbro, Södermanland |               | 58.966889, 16.574028 | 10038300110003 | Ladda upp en bild av detta fornminne      |
| Vadsbro 11:4                   | Stensättning |              | Vadsbro, Södermanland |               | 58.967023, 16.574115 | 10038300110004 | Ladda upp en bild av detta fornminne      |
| Vadsbro 12:1                   | Stensättning |              | Vadsbro, Södermanland |               | 58.966431, 16.573836 | 10038300120001 | Ladda upp en bild av detta fornminne      |
| Vadsbro 13:1                   | Stensättning |              | Vadsbro, Södermanland |               | 58.977594, 16.554508 | 10038300130001 | Ladda upp en bild av detta fornminne      |
| Vadsbro 14:1                   | Stensättning |              | Vadsbro, Södermanland |               | 58.974660, 16.548363 | 10038300140001 | Ladda upp en bild av detta fornminne      |
| Vadsbro 15:1                   | Gravfält     |              | Vadsbro, Södermanland |               | 58.962683, 16.548166 | 10038300150001 | Ladda upp en bild av detta fornminne      |
| Vadsbro 16:1                   | Hög          |              | Vadsbro, Södermanland |               | 58.961922, 16.548201 | 10038300160001 | Ladda upp en bild av detta fornminne      |
| Vadsbro 16:2                   | Hög          |              | Vadsbro, Södermanland |               | 58.961985, 16.548323 | 10038300160002 | Ladda upp en bild av detta fornminne      |
| Vadsbro 16:3                   | Stensättning |              | Vadsbro, Södermanland |               | 58.962066, 16.548410 | 10038300160003 | Ladda upp en bild av detta fornminne      |
| Vadsbro 16:4                   | Stensättning |              | Vadsbro, Södermanland |               | 58.962003, 16.548062 | 10038300160004 | Ladda upp en bild av detta fornminne      |
| Vadsbro 17:1                   | Stensättning |              | Vadsbro, Södermanland |               | 58.997664, 16.634007 | 10038300170001 | Ladda upp en bild av detta fornminne      |
| Vadsbro 17:2                   | Stensättning |              | Vadsbro, Södermanland |               | 58.997615, 16.632734 | 10038300170002 | Ladda upp en bild av detta fornminne      |
| Vadsbro 17:3                   | Stensättning |              | Vadsbro, Södermanland |               | 58.997578, 16.632960 | 10038300170003 | Ladda upp en bild av detta fornminne      |
| Vadsbro 18:1                   | Fornborg     |              | Vadsbro, Södermanland |               | 58.997819, 16.633431 | 10038300180001 | Ladda upp en bild av detta fornminne      |
| Sö 70 (Vadsbro 21:1)           | Runristning  |              | Vadsbro, Södermanland | Hedenlunda    | 58.992352, 16.595281 | 10038300210001 | Ladda upp en till bild av detta fornminne |
| Vadsbro 23:1                   | Stensättning |              | Vadsbro, Södermanland |               | 58.987496, 16.559506 | 10038300230001 | Ladda upp en bild av detta fornminne      |
| Vadsbro 23:2                   | Stensättning |              | Vadsbro, Södermanland |               | 58.987186, 16.559893 | 10038300230002 | Ladda upp en bild av detta fornminne      |
| Vadsbro 24:1                   | Gravfält     |              | Vadsbro, Södermanland |               | 58.994432, 16.520742 | 10038300240001 | Ladda upp en bild av detta fornminne      |
| Vadsbro 25:1                   | Stensättning |              | Vadsbro, Södermanland |               | 58.965838, 16.575052 | 10038300250001 | Ladda upp en bild av detta fornminne      |
| Vadsbro 26:1                   | Stensättning |              | Vadsbro, Södermanland |               | 58.967617, 16.571804 | 10038300260001 | Ladda upp en bild av detta fornminne      |
| Vadsbro 27:1                   | Hög          |              | Vadsbro, Södermanland |               | 58.971215, 16.596922 | 10038300270001 | Ladda upp en bild av detta fornminne      |
| Vadsbro 28:1                   | Stensättning |              | Vadsbro, Södermanland |               | 58.971582, 16.595957 | 10038300280001 | Ladda upp en bild av detta fornminne      |
| Vadsbro 29:1                   | Stensättning |              | Vadsbro, Södermanland |               | 58.972777, 16.595956 | 10038300290001 | Ladda upp en bild av detta fornminne      |
| Vadsbro 31:1                   | Stensättning |              | Vadsbro, Södermanland |               | 58.982343, 16.630854 | 10038300310001 | Ladda upp en bild av detta fornminne      |
| Vadsbro 31:2                   | Stensättning |              | Vadsbro, Södermanland |               | 58.982519, 16.631781 | 10038300310002 | Ladda upp en bild av detta fornminne      |
| Vadsbro 31:3                   | Stensättning |              | Vadsbro, Södermanland |               | 58.982278, 16.631428 | 10038300310003 | Ladda upp en bild av detta fornminne      |
| Vadsbro 33:1                   | Stensättning |              | Vadsbro, Södermanland |               | 58.979031, 16.607827 | 10038300330001 | Ladda upp en bild av detta fornminne      |
| Vadsbro 34:1                   | Stensättning |              | Vadsbro, Södermanland |               | 58.990870, 16.625725 | 10038300340001 | Ladda upp en bild av detta fornminne      |
| Vadsbro 35:1                   | Stensättning |              | Vadsbro, Södermanland |               | 58.991655, 16.624726 | 10038300350001 | Ladda upp en bild av detta fornminne      |
| Vadsbro 36:1                   | Stensättning |              | Vadsbro, Södermanland |               | 58.993986, 16.623717 | 10038300360001 | Ladda upp en bild av detta fornminne      |
| Vadsbro 37:1                   | Stensättning |              | Vadsbro, Södermanland |               | 58.988554, 16.625375 | 10038300370001 | Ladda upp en bild av detta fornminne      |
| Vadsbro 38:1                   | Stensättning |              | Vadsbro, Södermanland |               | 58.965136, 16.580491 | 10038300380001 | Ladda upp en bild av detta fornminne      |
| Vadsbro 39:1                   | Fornborg     |              | Vadsbro, Södermanland |               | 58.954308, 16.568202 | 10038300390001 | Ladda upp en bild av detta fornminne      |
| Vadsbro 40:1                   | Stensättning |              | Vadsbro, Södermanland |               | 58.953625, 16.562964 | 10038300400001 | Ladda upp en bild av detta fornminne      |
| Vadsbro 41:1                   | Stensättning |              | Vadsbro, Södermanland |               | 58.951848, 16.562876 | 10038300410001 | Ladda upp en bild av detta fornminne      |
| Vadsbro 42:1                   | Stensättning |              | Vadsbro, Södermanland |               | 58.951480, 16.561938 | 10038300420001 | Ladda upp en bild av detta fornminne      |
| Vadsbro 43:1                   | Stensättning |              | Vadsbro, Södermanland |               | 58.948940, 16.561971 | 10038300430001 | Ladda upp en bild av detta fornminne      |
| Vadsbro 44:1                   | Stensättning |              | Vadsbro, Södermanland |               | 58.948231, 16.562370 | 10038300440001 | Ladda upp en bild av detta fornminne      |
| Vadsbro 45:1                   | Hög          |              | Vadsbro, Södermanland |               | 58.977712, 16.548329 | 10038300450001 | Ladda upp en bild av detta fornminne      |
| Vadsbro 46:1                   | Gravfält     |              | Vadsbro, Södermanland |               | 59.010630, 16.596733 | 10038300460001 | Ladda upp en bild av detta fornminne      |
| Vadsbro 47:1                   | Hög          |              | Vadsbro, Södermanland |               | 58.962018, 16.595143 | 10038300470001 | Ladda upp en bild av detta fornminne      |
| Vadsbro 48:1                   | Hög          |              | Vadsbro, Södermanland |               | 58.966139, 16.560750 | 10038300480001 | Ladda upp en bild av detta fornminne      |
| Vadsbro 49:1                   | Gravfält     |              | Vadsbro, Södermanland |               | 58.966672, 16.561582 | 10038300490001 | Ladda upp en bild av detta fornminne      |
| Vadsbro 50:1                   | Hög          |              | Vadsbro, Södermanland |               | 58.967225, 16.562089 | 10038300500001 | Ladda upp en bild av detta fornminne      |
| Vadsbro 50:2                   | Hög          |              | Vadsbro, Södermanland |               | 58.967305, 16.562054 | 10038300500002 | Ladda upp en bild av detta fornminne      |
| Vadsbro 50:3                   | Hög          |              | Vadsbro, Södermanland |               | 58.967413, 16.562020 | 10038300500003 | Ladda upp en bild av detta fornminne      |
| Vadsbro 50:4                   | Stensättning |              | Vadsbro, Södermanland |               | 58.967171, 16.562263 | 10038300500004 | Ladda upp en bild av detta fornminne      |
| Vadsbro 51:1                   | Gravfält     |              | Vadsbro, Södermanland |               | 58.968135, 16.561753 | 10038300510001 | Ladda upp en bild av detta fornminne      |
| Vadsbro 55:1                   | Stensättning |              | Vadsbro, Södermanland |               | 58.977857, 16.525208 | 10038300550001 | Ladda upp en bild av detta fornminne      |
| Vadsbro 58:1                   | Stensättning |              | Vadsbro, Södermanland |               | 58.966169, 16.498976 | 10038300580001 | Ladda upp en bild av detta fornminne      |
| Vadsbro 59:1                   | Hög          |              | Vadsbro, Södermanland |               | 58.974906, 16.569187 | 10038300590001 | Ladda upp en bild av detta fornminne      |
| Vadsbro 60:1                   | Stensättning |              | Vadsbro, Södermanland |               | 58.984763, 16.585462 | 10038300600001 | Ladda upp en bild av detta fornminne      |
| Vadsbro 60:2                   | Stensättning |              | Vadsbro, Södermanland |               | 58.984880, 16.585485 | 10038300600002 | Ladda upp en bild av detta fornminne      |
| Vadsbro 60:3                   | Stensättning |              | Vadsbro, Södermanland |               | 58.984882, 16.585276 | 10038300600003 | Ladda upp en bild av detta fornminne      |
| Vadsbro 61:1                   | Stensättning |              | Vadsbro, Södermanland |               | 58.984547, 16.537615 | 10038300610001 | Ladda upp en bild av detta fornminne      |
| Vadsbro 61:2                   | Stensättning |              | Vadsbro, Södermanland |               | 58.984575, 16.537494 | 10038300610002 | Ladda upp en bild av detta fornminne      |
| Vadsbro 62:1                   | Stensättning |              | Vadsbro, Södermanland |               | 58.979702, 16.542012 | 10038300620001 | Ladda upp en bild av detta fornminne      |
| Vadsbro 63:1                   | Stensättning |              | Vadsbro, Södermanland |               | 58.985649, 16.539521 | 10038300630001 | Ladda upp en bild av detta fornminne      |
| Vadsbro 64:1                   | Stensättning |              | Vadsbro, Södermanland |               | 58.985960, 16.543572 | 10038300640001 | Ladda upp en bild av detta fornminne      |
| Vadsbro 65:1                   | Stensättning |              | Vadsbro, Södermanland |               | 58.985748, 16.548540 | 10038300650001 | Ladda upp en bild av detta fornminne      |
| Vadsbro 66:2                   | Stensättning |              | Vadsbro, Södermanland |               | 58.984888, 16.552284 | 10038300660002 | Ladda upp en bild av detta fornminne      |
| Vadsbro 66:3                   | Stensättning |              | Vadsbro, Södermanland |               | 58.984780, 16.552451 | 10038300660003 | Ladda upp en bild av detta fornminne      |
| Vadsbro 66:4                   | Stensättning |              | Vadsbro, Södermanland |               | 58.984734, 16.552571 | 10038300660004 | Ladda upp en bild av detta fornminne      |
| Vadsbro 67:1                   | Stensättning |              | Vadsbro, Södermanland |               | 58.984764, 16.558785 | 10038300670001 | Ladda upp en bild av detta fornminne      |
| Vadsbro 69:1                   | Stensättning |              | Vadsbro, Södermanland |               | 58.979867, 16.550771 | 10038300690001 | Ladda upp en bild av detta fornminne      |
| Vadsbro 69:2                   | Stensättning |              | Vadsbro, Södermanland |               | 58.980096, 16.550311 | 10038300690002 | Ladda upp en bild av detta fornminne      |
| Vadsbro 70:1                   | Gravfält     |              | Vadsbro, Södermanland |               | 58.998262, 16.557298 | 10038300700001 | Ladda upp en bild av detta fornminne      |
| Sö Fv1993;230 (Vadsbro 71:1)   | Runristning  |              | Vadsbro, Södermanland | Jägarstugan   | 59.007226, 16.581038 | 10038300710001 | Ladda upp en bild av detta fornminne      |
| Vadsbro 72:1                   | Stensättning |              | Vadsbro, Södermanland |               | 58.976812, 16.586156 | 10038300720001 | Ladda upp en bild av detta fornminne      |
| Vadsbro 72:2                   | Stensättning |              | Vadsbro, Södermanland |               | 58.976722, 16.586156 | 10038300720002 | Ladda upp en bild av detta fornminne      |
| Vadsbro 73:1                   | Gravfält     |              | Vadsbro, Södermanland |               | 58.994545, 16.517796 | 10038300730001 | Ladda upp en bild av detta fornminne      |
| Vadsbro 75:1                   | Stensättning |              | Vadsbro, Södermanland |               | 58.978511, 16.603038 | 10038300750001 | Ladda upp en bild av detta fornminne      |
| Vadsbro 77:2                   | Stensättning |              | Vadsbro, Södermanland |               | 58.966303, 16.575634 | 10038300770002 | Ladda upp en bild av detta fornminne      |
| Vadsbro 87:1                   | Stensättning |              | Vadsbro, Södermanland |               | 58.980238, 16.538989 | 10038300870001 | Ladda upp en bild av detta fornminne      |
| Vadsbro 89:1                   | Stensättning |              | Vadsbro, Södermanland |               | 58.966984, 16.583882 | 10038300890001 | Ladda upp en bild av detta fornminne      |
| Vadsbro 90:1                   | Gravfält     |              | Vadsbro, Södermanland |               | 58.977220, 16.549020 | 10038300900001 | Ladda upp en bild av detta fornminne      |
| Vadsbro 92:1                   | Stensättning |              | Vadsbro, Södermanland |               | 58.985414, 16.546194 | 10038300920001 | Ladda upp en bild av detta fornminne      |
| Vadsbro 92:2                   | Stensättning |              | Vadsbro, Södermanland |               | 58.985535, 16.546669 | 10038300920002 | Ladda upp en bild av detta fornminne      |
| Vadsbro 93:1                   | Hällristning |              | Vadsbro, Södermanland |               | 58.969306, 16.587825 | 10038300930001 | Ladda upp en bild av detta fornminne      |
| Vadsbro 101:1                  | Gravfält     |              | Vadsbro, Södermanland |               | 58.994507, 16.606125 | 10038301010001 | Ladda upp en bild av detta fornminne      |
| Vadsbro 102:1                  | Hög          |              | Vadsbro, Södermanland |               | 58.995746, 16.588481 | 10038301020001 | Ladda upp en bild av detta fornminne      |
| Vadsbro 103:1                  | Gravfält     |              | Vadsbro, Södermanland |               | 58.993404, 16.593926 | 10038301030001 | Ladda upp en bild av detta fornminne      |
| Hedningsbacken (Vadsbro 104:1) | Gravfält     |              | Vadsbro, Södermanland |               | 58.990049, 16.599729 | 10038301040001 | Ladda upp en bild av detta fornminne      |
| Vadsbro 106:1                  | Gravfält     |              | Vadsbro, Södermanland |               | 58.983743, 16.593009 | 10038301060001 | Ladda upp en bild av detta fornminne      |
| Vadsbro 107:2                  | Stensättning |              | Vadsbro, Södermanland |               | 58.986019, 16.590692 | 10038301070002 | Ladda upp en bild av detta fornminne      |
| Vadsbro 108:1                  | Gravfält     |              | Vadsbro, Södermanland |               | 58.981970, 16.586925 | 10038301080001 | Ladda upp en bild av detta fornminne      |
| Vadsbro 109:1                  | Stensättning |              | Vadsbro, Södermanland |               | 58.981453, 16.596166 | 10038301090001 | Ladda upp en bild av detta fornminne      |
| Vadsbro 110:1                  | Stensättning |              | Vadsbro, Södermanland |               | 58.985840, 16.628087 | 10038301100001 | Ladda upp en bild av detta fornminne      |
| Vadsbro 110:2                  | Stensättning |              | Vadsbro, Södermanland |               | 58.986019, 16.628089 | 10038301100002 | Ladda upp en bild av detta fornminne      |
| Vadsbro 111:1                  | Stensättning |              | Vadsbro, Södermanland |               | 58.987105, 16.561561 | 10038301110001 | Ladda upp en bild av detta fornminne      |
| Vadsbro 111:3                  | Stensättning |              | Vadsbro, Södermanland |               | 58.987194, 16.562469 | 10038301110003 | Ladda upp en bild av detta fornminne      |
| Vadsbro 111:4                  | Stensättning |              | Vadsbro, Södermanland |               | 58.986700, 16.561579 | 10038301110004 | Ladda upp en bild av detta fornminne      |
| Vadsbro 111:5                  | Stensättning |              | Vadsbro, Södermanland |               | 58.987062, 16.562203 | 10038301110005 | Ladda upp en bild av detta fornminne      |
| Vadsbro 113:1                  | Hög          |              | Vadsbro, Södermanland |               | 58.981270, 16.572544 | 10038301130001 | Ladda upp en bild av detta fornminne      |
| Vadsbro 114:1                  | Stensättning |              | Vadsbro, Södermanland |               | 58.983983, 16.561972 | 10038301140001 | Ladda upp en bild av detta fornminne      |
| Vadsbro 114:2                  | Stensättning |              | Vadsbro, Södermanland |               | 58.983901, 16.562125 | 10038301140002 | Ladda upp en bild av detta fornminne      |
| Vadsbro 115:1                  | Gravfält     |              | Vadsbro, Södermanland |               | 58.984393, 16.559820 | 10038301150001 | Ladda upp en bild av detta fornminne      |
| Vadsbro 116:1                  | Stensättning |              | Vadsbro, Södermanland |               | 58.987899, 16.551447 | 10038301160001 | Ladda upp en bild av detta fornminne      |
| Vadsbro 116:2                  | Stensättning |              | Vadsbro, Södermanland |               | 58.987839, 16.551218 | 10038301160002 | Ladda upp en bild av detta fornminne      |
| Vadsbro 117:1                  | Stensättning |              | Vadsbro, Södermanland |               | 58.986819, 16.548357 | 10038301170001 | Ladda upp en bild av detta fornminne      |
| Vadsbro 118:1                  | Stensättning |              | Vadsbro, Södermanland |               | 58.986143, 16.549339 | 10038301180001 | Ladda upp en bild av detta fornminne      |
| Vadsbro 119:1                  | Stensättning |              | Vadsbro, Södermanland |               | 58.985877, 16.550651 | 10038301190001 | Ladda upp en bild av detta fornminne      |
| Vadsbro 119:2                  | Stensättning |              | Vadsbro, Södermanland |               | 58.985811, 16.550161 | 10038301190002 | Ladda upp en bild av detta fornminne      |
| Vadsbro 120:1                  | Stensättning |              | Vadsbro, Södermanland |               | 58.981032, 16.554281 | 10038301200001 | Ladda upp en bild av detta fornminne      |
| Vadsbro 120:2                  | Stensättning |              | Vadsbro, Södermanland |               | 58.981011, 16.554559 | 10038301200002 | Ladda upp en bild av detta fornminne      |
| Vadsbro 120:3                  | Stensättning |              | Vadsbro, Södermanland |               | 58.980524, 16.553095 | 10038301200003 | Ladda upp en bild av detta fornminne      |
| Vadsbro 120:4                  | Stensättning |              | Vadsbro, Södermanland |               | 58.980779, 16.553558 | 10038301200004 | Ladda upp en bild av detta fornminne      |
| Vadsbro 121:1                  | Hög          |              | Vadsbro, Södermanland |               | 58.974571, 16.614231 | 10038301210001 | Ladda upp en bild av detta fornminne      |
| Vadsbro 122:1                  | Stensättning |              | Vadsbro, Södermanland |               | 58.972884, 16.597231 | 10038301220001 | Ladda upp en bild av detta fornminne      |
| Vadsbro 123:1                  | Hög          |              | Vadsbro, Södermanland |               | 58.976904, 16.588391 | 10038301230001 | Ladda upp en bild av detta fornminne      |
| Vadsbro 125:1                  | Gravfält     |              | Vadsbro, Södermanland |               | 58.978769, 16.543232 | 10038301250001 | Ladda upp en bild av detta fornminne      |
| Lagmansö skans (Vadsbro 126:1) | Fornborg     |              | Vadsbro, Södermanland |               | 58.962300, 16.533612 | 10038301260001 | Ladda upp en bild av detta fornminne      |
| Vadsbro 128:1                  | Gravfält     |              | Vadsbro, Södermanland |               | 58.986073, 16.572853 | 10038301280001 | Ladda upp en bild av detta fornminne      |
| Vadsbro 129:1                  | Stensättning |              | Vadsbro, Södermanland |               | 58.968081, 16.514679 | 10038301290001 | Ladda upp en bild av detta fornminne      |
| Vadsbro 129:2                  | Stensättning |              | Vadsbro, Södermanland |               | 58.968081, 16.514991 | 10038301290002 | Ladda upp en bild av detta fornminne      |
| Vadsbro 129:3                  | Stensättning |              | Vadsbro, Södermanland |               | 58.968171, 16.514939 | 10038301290003 | Ladda upp en bild av detta fornminne      |
| Vadsbro 130:1                  | Stensättning |              | Vadsbro, Södermanland |               | 58.991893, 16.511924 | 10038301300001 | Ladda upp en bild av detta fornminne      |
| Vadsbro 131:1                  | Gravfält     |              | Vadsbro, Södermanland |               | 58.966936, 16.514555 | 10038301310001 | Ladda upp en bild av detta fornminne      |
| Vadsbro 132:1                  | Hög          |              | Vadsbro, Södermanland |               | 58.986601, 16.574575 | 10038301320001 | Ladda upp en bild av detta fornminne      |
| Vadsbro 132:2                  | Hög          |              | Vadsbro, Södermanland |               | 58.986501, 16.574727 | 10038301320002 | Ladda upp en bild av detta fornminne      |
| Vadsbro 133:1                  | Stensättning |              | Vadsbro, Södermanland |               | 58.981388, 16.550503 | 10038301330001 | Ladda upp en bild av detta fornminne      |
| Vadsbro 134:1                  | Gravfält     |              | Vadsbro, Södermanland |               | 58.982158, 16.549322 | 10038301340001 | Ladda upp en bild av detta fornminne      |
| Vadsbro 135:1                  | Stensättning |              | Vadsbro, Södermanland |               | 58.985344, 16.551778 | 10038301350001 | Ladda upp en bild av detta fornminne      |
| Vadsbro 138:1                  | Gravfält     |              | Vadsbro, Södermanland |               | 58.947846, 16.563717 | 10038301380001 | Ladda upp en bild av detta fornminne      |
| Vadsbro 139:1                  | Gravfält     |              | Vadsbro, Södermanland |               | 58.996077, 16.585542 | 10038301390001 | Ladda upp en bild av detta fornminne      |
| Vadsbro 140:1                  | Stensättning |              | Vadsbro, Södermanland |               | 58.969006, 16.600360 | 10038301400001 | Ladda upp en bild av detta fornminne      |
| Vadsbro 140:2                  | Stensättning |              | Vadsbro, Södermanland |               | 58.968826, 16.600407 | 10038301400002 | Ladda upp en bild av detta fornminne      |